# Jaraslau Schyla
Jaraslau Schyla (belarussisch Яраслаў Шыла; * 5. März 1993 in Minsk) ist ein belarussischer Tennisspieler.

## Karriere
Jaraslau Schyla spielt hauptsächlich auf der ATP Challenger Tour und der ITF Future Tour. Er feierte bislang einen Einzel- und 14 Doppelsiege auf der Future Tour. Auf der Challenger Tour gewann er bis jetzt die Doppelturniere in Batman sowie 2016 und 2018 in Astana.
2016 debütierte er für die belarussische Davis-Cup-Mannschaft.

## Erfolge
| Legende (Anzahl der Siege)  |
| Grand Slam                  |
| ATP World Tour Finals       |
| ATP World Tour Masters 1000 |
| ATP World Tour 500          |
| ATP World Tour 250          |
| ATP Challenger Tour (3)     |

### Doppel

#### Turniersiege
| Nr. | Datum          | Turnier    | Belag     | Partner            | Finalgegner                         | Ergebnis          |
| --- | -------------- | ---------- | --------- | ------------------ | ----------------------------------- | ----------------- |
| 1.  | 11. April 2015 | Batman     | Hartplatz | Aslan Karazew      | Mate Pavić Michael Venus            | 7:64, 4:6, [10:5] |
| 2.  | 30. Juli 2016  | Astana (1) | Hartplatz | Andrej Wassileuski | Michail Jelgin Alexander Kudrjawzew | 6:4, 6:4          |
| 3.  | 21. Juli 2018  | Astana (2) | Hartplatz | Michail Jelgin     | Arjun Kadhe Denis Jewsejew          | 7:5, 7:66         |